# Brusov
Brusov (německy Prause) je malá vesnice, část města Úštěku v okrese Litoměřice. Nachází se asi 4,5 kilometru severozápadně od Úštěku. Brusov je také název katastrálního území o rozloze 3,85 km². V katastrálním území Brusov leží i Třebín a Zelený.

## Historie
První písemná zmínka pochází z roku 1426.

## Obyvatelstvo
Při sčítání lidu v roce 1921 zde žilo 113 obyvatel (z toho 53 mužů) německé národnosti, kteří se s výjimkou tří evangelíků hlásili k římskokatolické církvi. Podle sčítání lidu z roku 1930 měla vesnice 127 obyvatel německé národnosti. Až na tři evangelíky byli členy římskokatolické církve.
|                                                                   | 1869 | 1880 | 1890 | 1900 | 1910 | 1921 | 1930 | 1950 | 1961 | 1970 | 1980 | 1991 | 2001 | 2011 |
| ----------------------------------------------------------------- | ---- | ---- | ---- | ---- | ---- | ---- | ---- | ---- | ---- | ---- | ---- | ---- | ---- | ---- |
| Obyvatelé                                                         | 147  | 149  | 121  | 116  | 125  | 113  | 127  | 44   | 32   | 14   | 7    | 6    | 9    | 11   |
| Domy                                                              | 27   | 28   | 29   | 28   | 27   | 27   | 27   | 17   | .    | 3    | 2    | 4    | 3    | 9    |
| Počet domů z roku 1961 je zahrnut v domech místní části Držovice. |      |      |      |      |      |      |      |      |      |      |      |      |      |      |

## Pamětihodnosti
- Sloup se sochou Panny Marie
- Usedlost čp. 19